# Saison 3 de Gossip Girl
Chronologie
Saison 2 Saison 4
Cet article présente la troisième saison de la série télévisée Gossip Girl.

## Distribution

### Acteurs principaux
- Blake Lively (VF : Élisabeth Ventura) : Serena Van Der Woodsen alias S.
- Leighton Meester (VF : Laëtitia Godès) : Blair Waldorf alias B.
- Penn Badgley (VF : Anatole de Bodinat) : Dan Humphrey alias D., le « Garçon solitaire » ou « Humphrey »
- Taylor Momsen (VF : Camille Donda) : Jenny Humphrey alias J. ou « Petite Jenny »
- Chace Crawford (VF : Rémi Bichet) : Nathaniel « Nate » Archibald alias N.
- Ed Westwick (VF : Nessym Guetat) : Charles « Chuck » Bass alias C.
- Connor Paolo  (VF : Gwenaël Sommier) : Eric Van Der Woodsen alias E.
- Jessica Szohr (VF : Laëtitia Laburthe) : Vanessa Abrams alias V.
- Kelly Rutherford (VF : Céline Duhamel) : Lilian « Lily » Van Der Woodsen
- Matthew Settle (VF : Emmanuel Gradi) : Rufus Humphrey
- Kristen Bell (VF : Chloé Berthier) : Gossip Girl (voix off, non-créditée)

### Acteurs récurrents et invités
- Michelle Trachtenberg (VF : Chantal Macé) : Georgina Sparks
- Zuzanna Szadkowski (VF : Dorothée Jemma) : Dorota Kishlovsky
- Margaret Colin (VF : Annie Sinigalia) : Eleanor Waldorf-Rose
- Desmond Harrington (VF : Stéphane Fourreau) : Jack Bass
- Caroline Lagerfelt (VF : Françoise Pavy) : Celia « CeCe » Rhodes
- Sebastian Stan (VF : Axel Kiener) : Carter Baizen
- Kevin Zegers (VF : Guillaume Lebon) : Damian Daalgard
- William Baldwin (VF : Xavier Fagnon) : William van der Woodsen
- Chris Riggi (VF : Juan Llorca) : Scott Rosson
- Hilary Duff (VF : Julie Turin) : Olivia Burke (épisodes 4 à 10)
- Ashley Hinshaw : Elle-même (épisode 1)
- Alexandra Richards : Elle-même (épisode 1)
- Wallace Shawn (VF : Patrice Dozier) : Cyrus Rose
- Robert John Burke (VF : Guillaume Orsat) : Bart Bass
- Lady Gaga : Personne (épisode 10)

## Liste des épisodes

### Épisode 1:S comme Star
- États-Unis : 14 septembre 2009
- Québec : 24 août 2010 sur VRAK.TV
- Suisse : 13 novembre 2010 sur TSR1
- Belgique : 21 novembre 2010 sur La Deux
- France : 30 juillet 2011 sur NT1

- États-Unis : 2,55 millions de téléspectateurs[1] (première diffusion)

### Épisode 2:Deux reines pour un seul trône
- États-Unis : 21 septembre 2009
- Québec : 31 août 2010 sur VRAK.TV
- Suisse : 13 novembre 2010 sur TSR1
- Belgique : 21 novembre 2010 sur La Deux
- France : 30 juillet 2011 sur NT1

- États-Unis : 1,97 million de téléspectateurs[2] (première diffusion)

- Le titre original de l'épisode fait référence au film Premiers pas dans la mafia (The Freshman), sorti en 1990.
- Quand Dan emmène Blair à la soirée de Georgina, on entend en tant que musique de fond « Good Girls Go Bad », chanson interprétée par Cobra Starship en duo avec Leighton Meester, l'actrice interprétant Blair.

### Épisode 3:C & B: la surenchère
- États-Unis : 28 septembre 2009
- Québec : 7 septembre 2010 sur VRAK.TV
- Suisse : date inconnue
- Belgique : 28 novembre 2010 sur La Deux
- France : 30 juillet 2011 sur NT1

- États-Unis : 2,33 millions de téléspectateurs[3] (première diffusion)

### Épisode 4:Au boulot S!
- États-Unis : 5 octobre 2009
- Québec : 14 septembre 2010 sur VRAK.TV
- Suisse : date inconnue
- Belgique : 5 décembre 2010 sur La Deux
- France : 6 août 2011 sur NT1

- États-Unis : 2,08 millions de téléspectateurs[4] (première diffusion)

Tyra Banks (Ursula Nyquist)

### Épisode 5:L & R: alors c'est oui?
- États-Unis : 12 octobre 2009
- Québec : 21 septembre 2010 sur VRAK.TV
- Suisse : 27 novembre 2010
- Belgique : 12 décembre 2010 sur La Deux
- France : 6 août 2011 sur NT1

- États-Unis : 2,51 millions de téléspectateurs[5] (première diffusion)

### Épisode 6:Honni soit qui manigance
- États-Unis : 19 octobre 2009
- Québec : 28 septembre 2010 sur VRAK.TV
- Suisse : 27 novembre 2010 sur TSR1
- Belgique : 19 décembre 2010 sur La Deux
- France : 6 août 2011 sur NT1

- États-Unis : 1,98 million de téléspectateurs[6] (première diffusion)

### Épisode 7:On ne laisse pas B dans un coin
- États-Unis : 26 octobre 2009
- Québec : 5 octobre 2010 sur VRAK.TV
- Suisse : date inconnue
- Belgique : 26 décembre 2010 sur La Deux
- France : 13 août 2011 sur NT1

- États-Unis : 2,31 millions de téléspectateurs[7] (première diffusion)

- Le titre français de l'épisode fait référence au film Dirty Dancing [quand Johnny (Patrick Swayze) dit au père de Frédérique allias "Bébé" (Jennifer Grey) « On ne laisse pas Bébé dans un coin », elle, qui était assise sur une chaise dans un coin.]
- Le titre original de l'épisode fait référence au film How to Succeed in Business Without Really Trying, sorti en 1967.

### Épisode 8:S & B: guerre froide
- États-Unis : 2 novembre 2009
- Québec : 12 octobre 2010 sur VRAK.TV
- Belgique : 2 janvier 2011 sur La Deux
- France : 13 août 2011 sur NT1

- États-Unis : 1,98 million de téléspectateurs[8] (première diffusion)

### Épisode 9:J au bal des débutantes
- États-Unis : 9 novembre 2009
- Québec : 19 octobre 2010 sur VRAK.TV
- Belgique : 9 janvier 2011 sur La Deux
- France : 13 août 2011 sur NT1

- États-Unis : 2,37 millions de téléspectateurs[9] (première diffusion)

- Les Plastiscines font une longue apparition dans l'épisode en jouant lors du Bal des débutantes.
- Lors de son intronisation au Bal des débutantes, Jenny est appelé par son nom complet, Jennifer Tallulah Humphrey. Son deuxième prénom, donc Tallulah, fait référence à la fille de Bruce Willis et Demi Moore, Tallulah Willis, qui fut intronisée au Bal des débutantes de Paris en 2008.
- Le titre original de l'épisode fait référence au film On achève bien les chevaux (They Shoot Horses, Don’t They?), sorti en 1969.

### Épisode 10:V & O: duel sur les planches
- États-Unis : 16 novembre 2009
- Québec : 25 octobre 2010 sur VRAK.TV
- Belgique : 16 janvier 2011 sur La Deux
- France : 20 août 2011 sur NT1

- États-Unis : 2,24 millions de téléspectateurs[10] (première diffusion)

Lady Gaga (elle-même)
- Le titre original de l'épisode fait référence au film Les Derniers Jours du disco (The Last Days of Disco), sorti en 1998.
- Lady Gaga fait son entrée afin de jouer son propre rôle durant une répétition.

### Épisode 11:S briseuse de ménage
- États-Unis : 30 novembre 2009
- Québec : 2 novembre 2010 sur VRAK.TV
- Belgique : 23 janvier 2011 sur La Deux
- France : 20 août 2011 sur NT1

- États-Unis : 2,23 millions de téléspectateurs[11] (première diffusion)

### Épisode 12:En mémoire de Bart
- États-Unis : 7 décembre 2009
- Québec : 9 novembre 2010 sur VRAK.TV
- Belgique : 30 janvier 2011 sur La Deux
- France : 20 août 2011 sur NT1

- États-Unis : 2,21 millions de téléspectateurs[12] (première diffusion)

Robert John Burke : Bart Bass

### Épisode 13:S & J: échange standard
- États-Unis : 8 mars 2010
- Québec : 16 novembre 2010 sur VRAK.TV
- Belgique : 6 février 2011 sur La Deux
- France : 27 août 2011 sur NT1

- États-Unis : 1,74 million de téléspectateurs[13] (première diffusion)

Laura Harring : Elizabeth Fisher/Evelyn Bass
Chuck Bass tente à tout prix de découvrir cette mystérieuse femme déposant des fleurs sur la tombe de son père le jour de l'anniversaire de sa mort. De retour après un séjour au ski, Rufus demande des explications à Lily concernant sa nuit à l'hôtel et la révélation qu'elle lui fait n'arrange rien. Blair doit faire un choix : Son ascension sociale ou son soutien auprès de Chuck.

### Épisode 14:C & S: Origines incontrôlées
- États-Unis : 18 mars 2010
- Québec : 23 novembre 2010 sur VRAK.TV
- Belgique : 13 février 2011 sur La Deux
- France : 27 août 2011 sur NT1

- États-Unis : 1,73 million de téléspectateurs[14] (première diffusion)

Laura Harring : Elizabeth Fisher/Evelyn Bass

### Épisode 15:J: osera, osera pas
- États-Unis : 22 mars 2010
- Québec : 30 novembre 2010 sur VRAK.TV
- Belgique : 20 février 2011 sur La Deux
- France : 27 août 2011 sur NT1

- États-Unis : 1,90 million de téléspectateurs[15] (première diffusion)

Laura Harring : Elizabeth Fisher/Evelyn Bass
Desmond Harrington : Jack Bass

### Épisode 16:La Chute de l'empire
- États-Unis : 29 mars 2010
- Québec : 7 décembre 2010 sur VRAK.TV
- Belgique : 27 février 2011 sur La Deux
- France : 27 août 2011 sur NT1

- États-Unis : 1,69 million de téléspectateurs[14] (première diffusion)

Laura Harring : Elizabeth Fisher/Evelyn Bass
Deadmau5 mixe pour le défilé.
Jack, l'oncle de Chuck réussit plus que jamais à rendre à Chuck la vie impossible en lui volant son hôtel. Face à cela, la mère de Chuck ne peut rien pour lui et, se sentant coupable, décide de s'exiler à Zurich, en Suisse. Chuck essaie de l'en empêcher mais elle préfère garder ses distances avec lui, en lui racontant qu'elle n'est pas sa vraie mère et part. Chuck n'a plus d'autre solution que de se retourner vers Blair, qui souhaite surmonter cette épreuve avec lui. La mère de Blair organise un défilé pour pouvoir vendre sa ligne dans un magasin célèbre « Conwell », elle doit rencontrer le directeur mais, pour atteindre ses buts, il lui faut des ados à son défilé. Elle demande donc à Blair d'inviter des amis de sa fac au défilé, mais Blair ayant honte d'avouer à sa mère qu'elle n'a pas d'amis à l'Université accepte le marché. Entre temps, Agnès, l'ancienne amie de Jenny, est de retour et fait croire qu'elle a changé mais celle-ci est toujours aussi méchante et égoïste qu'avant : elle veut que Jenny perdre son nouvel emploi chez Eleanor Waldorlf. Le soir du défilé, Agnès drogue Jenny à l'aide des médicaments de son ex Damien et l'emmène à un enterrement de vie de garçon, mais au même moment Nate la voit et la suit. Il parvient à la localiser et la sortir de là. Il la ramène par la suite chez elle. A ce moment-là, Jenny se rend compte qu'elle a des sentiments pour Nate. Pendant ce temps Blair fait appel à Brandeis son amie Call Girl et lui demande de venir avec une trentaine de ses collègues de sorte à les faire passer pour ses amies. Mais à la fin la vérité éclate, Blair avoue à sa mère qu'elle déteste sa fac et que là-bas elle n'a pas d'amis. Sa mère parvient à conclure avec le directeur de Conwell, mais ce dernier lui demande de retirer son nom de ses vêtements, elle refuse et donc le marché tombe à l'eau.

### Épisode 17:C & B: La fin d'une idylle
- États-Unis : 5 avril 2010
- Québec : 14 décembre 2010 sur VRAK.TV
- Belgique : 6 mars 2011 sur La Deux
- France : 3 septembre 2011 sur NT1

- États-Unis : 1,74 million de téléspectateurs[16] (première diffusion)

Décidé plus que tout à mettre en pièces l'hôtel de Chuck, Jack propose à Blair une dernière chance de sauver son homme. Acceptera-t-elle, par amour pour Chuck ?

### Épisode 18:Dorota se marie
- États-Unis : 12 avril 2010
- Québec : date inconnue
- Belgique : 13 mars 2011 sur La Deux
- France : 3 septembre 2011 sur NT1

- États-Unis : 1,86 million de téléspectateurs[17] (première diffusion)

Blair est décidée à mettre Chuck et leur histoire entre parenthèses. Mais Chuck est prêt à tout pour raviver leur flamme. Il se propose donc d'organiser le mariage traditionnel de Dorota, dans le but d'atteindre Blair qui a toujours rêvé d'un mariage de conte de fées. Ne voulant pas le dire aux autres ainsi que s'y faire à cette idée, Blair décide de faire croire à Dorota, qui lui demande à elle et Chuck d'être le couple « heureux » qui les accompagnera à leur mariage, comme le veut la tradition polonaise, qu'ils sont toujours en couple, et ce au grand plaisir de Chuck. Le problème est de savoir si Chuck et Blair sont heureux ensemble.

### Épisode 19:Allô papa bobo
- États-Unis : 26 avril 2010
- Belgique : 20 mars 2011 sur La Deux
- France : 3 septembre 2011 sur NT1

- États-Unis : 2,05 millions de téléspectateurs[18] (première diffusion)

### Épisode 20:Mon cœur est à papa
- États-Unis : 3 mai 2010
- Belgique : 27 mars 2011 sur La Deux
- France : date inconnue

- États-Unis : 1,74 million de téléspectateurs[19] (première diffusion)

William annonce, lors du petit déjeuner en famille, qu'il est sur le point d'emménager dans le même immeuble que Lily et les autres, ce qui n'enchante pas Rufus. Il est même allé jusqu'à déclarer indirectement sa flamme à Lily. Serena décide alors de retourner vivre chez elle et est prête à tout pour que ses parents se remettent en couple, car elle semble savoir quelque chose sur Rufus qui pourrait changer la donne. Blair entreprend de quitter N.Y.U pour Columbia et c'est grâce à Chuck qu'elle va atteindre son but, elle reprend aussitôt ses mauvaises habitudes et c'est Jenny qui en paiera les frais. Dan apprend que Vanessa va faire un reportage qui l'obligera à aller en Haïti ce qui entrainera de nouvelles disputes.
Une incohérence survient lorsque William Van Der Woodsen (père de Serena) affirme être un ancien élève de l’université de Columbia, car dans la saison 1, on apprend par Serena que ses parents ont respectivement fréquenté les universités de Brown et de Harvard.

### Épisode 21:S & B: en quête de vérité
- États-Unis : 10 mai 2010
- Belgique : 3 avril 2011 sur La Deux

- États-Unis : 1,79 million de téléspectateurs[20] (première diffusion)

Serena souhaite voir ses parents former à nouveau un couple. Entre elle et Jenny, c'est maintenant la guerre. Lors d'une soirée, Holland annonce à Serena qu'elle et Rufus ont couché ensemble (alors que cela est faux) ; furieuse, elle s'arrange pour que sa mère n'en sache rien, et veut éloigner Rufus le plus loin possible de sa mère, permettant ainsi à son père de reconquérir sa mère.
À la suite de sa découverte sur les médicaments de Lily, Jenny fait appel à Chuck pour lui venir en aide. Ils vont alors voir Blair pour les aider, mais celle-ci ne les croit pas pensant que Chuck veut faire rater son rencard. Rufus veut voir sa femme, mais Serena l'en empêche, il appelle donc Holland pour mettre les choses au clair. Devant toute la famille, Holland arrive et raconte à tout le monde qu'elle et Rufus ont couché ensemble. Lily, choquée, ne veut plus voir Rufus, et il est mis à la porte.
Dan et Nate se mettent d'accord pour découvrir la vérité sur le mensonge d'Holland, ce qui crée une dispute entre Nate et Serena, car cette dernière ne comprend pas qu'il ne soit pas à ses côtés. Dan et Nate vont eux aussi voir Blair, et elle finit par accepter leur demande d'aide. Pendant ce temps, Chuck et Jenny enquêtent sur la personne qui a fourni les médicaments de Lily, et il s'avère que c'est le Dr Kemble. À la suite d'une dispute avec Serena, Jenny se rend compte qu'elle veut retrouver la vie simple d'avant, avec juste son père et son frère, et n'hésite pas à saboter leur plan, qui consiste à prouver l'innocence de Rufus, pour y parvenir.

### Épisode 22:Dernier tango, puis Paris
- États-Unis : 17 mai 2010
- Belgique : 10 avril 2011 sur La Deux

- États-Unis : 1,96 million de téléspectateurs[21] (première diffusion)